# Стюарт, Уолтер (член парламента)
Уолтер Стюарт (англ. Walter Stewart; ок. 1586 — после 1650 года) — английский дворянин и политический деятель, отец Фрэнсис Терезы Стюарт, фаворитки короля Карла II. 

## Биография
Был младшим сыном сэра Уолтера Стюарта, 1-й лорда Блантайра и его жены Николы Сомервилл. О его большей части ранней жизни ничего неизвестно, но он упоминается с 1615 года когда он стал одним из придворных при дворе короля Якова I в качестве слуги Королевской Спальни.
Позже он стал джентльменом тайной палаты, в качестве которого в 1624 году был избран в парламент от округа Монмут. Несмотря на избрание, он не был допущен в палату общин, как уроженец Шотландии, что не помешало быть избранным в парламент на выборах следующего года.
Стюарт продолжил работу в парламенте и при следующем короле Карле I. При этом у него возникали споры и конфликты с другими членами парламента по поводу выплат долгов из-за финансовых проблем.
В 1649 году он уехал из Англии во Францию, где проживала королева Генриетта Мария. Во Франции он стал одним из придворных бывшей английской королевы, как принято считать в качестве придворного врача. Точный год его смерти не известен, указывается даты между 1649 и 1657 годом.

## Семья
Был женат на Софии Кэрью, придворной даме Генриетте Марии. У супругов были две дочери, младшая из которых Фрэнсис (1647—1702) была фавориткой короля Карла II. Другая дочь София (?—1718) была известна, как сторонница якобитов.